# L'hora catalana
L'hora catalana és el nom d'un programa de ràdio creat a Argentina i emès en diversos països americans. Va ésser el primer programa de ràdio en català fora dels Països Catalans i el primer en llengua estrangera que es va fer a tot Amèrica per i per a les comunitats d'immigrants.
El primer programa va ésser L'hora catalana de Buenos Aires i es va emetre ininterrompudament des del 4 de novembre de 1928 fins al 30 de setembre de 1984. El seu creador va ésser Joan Ferrer i Bigatà. Va començar les emissions a Ràdio Prieto els diumenges al migdia, però amb els anys va canviar moltes vegades d'emissora i horari. També va tenir de presentadors: Francesc Miró i Cairol, Francesc Solé i Jordana, Antoni Domènech, Ignasi Almirall i Gallifa, i el corresponsal a Catalunya, el músic i periodista Guillermo Cazenave.
A banda del programa de Buenos Aires també n'hi va haver a Montevideo, Santiago de Xile, Valparaíso, l'Havana, Mèxic (dirigit per Dolors Bargalló i Serra), Caracas i a altres ciutats.
Des del 7 de març del 2010 L'hora catalana s'emet a través de l'emissora Radio Cultura de Buenos Aires els diumenges de 2/4 de dues a 2/4 de tres del migdia.